# Der Staatsanwalt hat das Wort: Ich bin Joop van der Dalen
Ich bin Joop van der Dalen ist ein deutscher, kriminologischer Fernsehfilm von Peter Vogel aus dem Jahr 1982. Er erschien als 83. Folge der Reihe Der Staatsanwalt hat das Wort.

## Handlung

### Einführung
Klaus-Peter Maier hatte bereits drei Vorstrafen, die ihn jedes Mal hinter Gitter brachten. Die Gründe waren Betrug, Trickbetrug, Diebstahl und Heiratsschwindel, wobei ihm seine Art, die ihn als anständigen, offenen, intelligenten und charmanten Menschen erscheinen ließ, behilflich war. Die letzte Verurteilung brachte ihn für drei Jahre und sechs Monate hinter Gitter. 

### Filmhandlung
Nach dem Verbüßen seiner dritten Haftstrafe wird Klaus-Peter Maier von Pfarrer Hersfeld, der ihn während der Haft hin und wieder besuchte und sich etwas um ihn kümmerte, Ende November am Gefängnistor in Brandenburg abgeholt. Sein erster Weg führt ihn zur Polizei, wo er über die zukünftigen staatlichen Kontrollmaßnahmen aufgeklärt wird, wozu auch das wöchentliche Vorstellen beim zuständigen ABV gehört. Arbeiten wird er im Leipziger VEB Wohnungsbaukombinat und auf seinen Wunsch in dessen Arbeiterwohnheim eine Unterkunft bekommen, denn zu seinem Vater will er auf keinen Fall. Nachdem er ein Zweibettzimmer im Wohnheim bezogen hat, verabredet er sich mit seiner Schwester in der Stadt. Beide gehen in ein Café, unterhalten sich über die Vergangenheit, seine Lehre als Gärtner, bis sie sich über ihren gemeinsamen Vater streiten und dann beschließen, nie wieder über die Vergangenheit zu sprechen.
Auf der Baustelle wird Klaus-Peter als Anschläger eingesetzt, wobei er nur Fehler macht, was die Kollegen in Rage bringt. Nach Feierabend geht er zum Pfarrer Hersfeld, um ihm seine Sorgen zu erzählen. Dazu gehört auch das verrauchte Zimmer, in dem sein Zimmernachbar mit drei weiteren Kollegen immer Skat spielt, dass er nicht zu seiner Schwester ziehen kann, da diese nicht mehr allein lebt und dass er eine zweite Arbeitsstelle sucht, um mehr Geld für ein angenehmeres Leben zu verdienen, denn von seinem verdienten Geld wird ihm die Summe von 9000 Mark als Schadensersatz, für die bisherigen Vergehen, in Raten abgezogen. Deshalb macht ihm der Pfarrer das Angebot, dass er für die Kirche hin und wieder kleine bezahlte Arbeiten durchführen kann, was er auch nutzen wird. Am nächsten Tag will er einen Antrag auf die Genehmigung für eine zweite Arbeitsstelle beim Kaderleiter seines Betriebes stellen, der jedoch im Urlaub ist. Als er sich mit der Sekretärin des Kaderleiters Christine Lemberg, an der er Gefallen gefunden hat, für die Weihnachtsfeiertage verabreden will, muss er zur Kenntnis nehmen, dass sie kurz vor ihrer Verlobung steht. Also will er nun diese Tage mit seiner Schwester verbringen, die aber mit ihrem Freund zu dessen Eltern fahren will. Obwohl er seinen Wohnort ohne Abmeldung beim ABV nicht verlassen darf, fährt er zum Hotel Neptun in Warnemünde und verbringt dort die Feiertage. 
Wieder zurück im Wohnheim, wird er vom Heimleiter gefragt, wo er gewesen sei, da er am Bahnhof gesehen wurde und gibt die Antwort, dass er bei seiner Schwester war. Natürlich fragt der Heimleiter, der bei ihm Kontrollaufgaben hat, bei der Schwester nach und bekommt bestätigt, dass Klaus-Peter einen Schlüssel für ihre Wohnung besitzt. Es kommt zum Gespräch in ihrer Wohnung, bei dem auch ihr Freund Kurt Fries, der als Agrarflieger arbeitet, anwesend ist und der nun Angst bekommt wegen Klaus-Peter seine Arbeit zu verlieren. Dann kommt auch noch Vater Maier zu Besuch, der aber gleich wieder verschwindet, als er seinen Sohn sieht. Als die Feiertage vorbei sind, ist auch der Kaderleiter wieder da, der ihm aber keine Erlaubnis für ein zweites Arbeitsverhältnis gibt, denn im eigenen Betrieb gibt es genug Möglichkeiten Überstunden zu machen. Wütend verlässt Maier die Kaderabteilung und die Baustelle und das Wohnheim des Wohnungsbaukombinats. Bei einem Spaziergang über das Messegelände sieht er einen niederländischen Lastkraftwagen, der Ausstellungsgegenstände liefert und fährt spontan mit ihm, auf dessen Rückfahrt, als Anhalter bis Jena mit.
Als Klaus-Peter genau vor einem Krankenhaus wieder den LKW verlasst, täuscht er einen Herzanfall vor und lässt sich einweisen. Er gibt vor dem Arzt an, keine Papiere zu besitzen, sondern nur eine Visitenkarte. Die hat er aber von dem Fahrer bekommen und für den gibt er sich jetzt aus. Ein Zeuge bestätigt zusätzlich, dass er aus einem holländischen Auto ausgestiegen sei, bevor er seinen Anfall bekam. Da im Laufe der Untersuchung keine akute Krankheit nachgewiesen werden kann, wird er wieder entlassen und erhält eine auf seinen Wunsch aber eine Bescheinigung, dass sich dort Joop van der Dalen zur Behandlung aufgehalten hat. Über den Umweg über mehrere Kirchen, deren Pastoren ihm wegen seiner Lügengeschichten weiterhelfen, kommt er nach Berlin. Im Palasthotel bucht er mit der Bescheinigung aus dem Krankenhaus ein Zimmer und erklärt, am nächsten Tag zur niederländischen Botschaft zu wollen, um sich neue Papiere geben zu lassen. Vor dem Verlassen des Hotels am nächsten Tag, packt er den gesamten Inhalt des Zimmerkühlschranks in einen Beutel und nimmt ihn mit, natürlich ohne die Übernachtung zu bezahlen.
Nun will er mit der Bahn in den Süden der DDR fahren. Er sitzt allein in einem Abteil, als noch ein zweiter Reisender hinzusteigt. Beide kommen ins Gespräch und Klaus-Peter stellt sich als Wasserbauingenieur Joop van der Dalen aus den Niederlanden vor. Da er gerade in einer Zeitschrift einen Artikel über den bekannten Deltaplan gelesen hat, gibt er an, dort beschäftigt zu sein. Der Mitreisende ist sehr an dem Thema interessiert und beide unterhalten sich darüber, bis der Deutsche ein paar Bierflaschen aus der MITROPA holen will. Diese Abwesenheit nutzt Klaus-Peter dafür, dessen Mantel zu durchsuchen und entwendet dabei mehrere Schecks. Am nächsten Bahnhof steigt er aus und lässt sich in mehreren Poststellen dafür Geld auszahlen, was er gleich darauf für den Kauf einer Kamera ausgibt. In der Zwischenzeit bemerkt sein Mitfahrer den Verlust der Schecks, meldet das der Polizei und nach langer Überlegung fällt ihm ein, dass er seinen Mantel ein paar Minuten unbeaufsichtigt im Abteil hat hängen lassen. Auf Grund seiner Personenbeschreibung zeigt ihm der Oberleutnant ein Foto von Herrn Maier, nach dem bereits intensiv gefahndet wird, worauf er ihn erkennt. Doch Herr Maier ist zu diesem Zeitpunkt bereits mit einem Taxi unterwegs in das Hotel Panorama in Oberhof, wo er in einem Appartement mit seinem richtigen Namen eincheckt.
Im Hotelrestaurant lernt er zwei hübsche, junge Damen kennen, die sich gern von ihm einladen lassen, gemeinsam verbringen sie einen fröhlichen Nachmittag und gehen dann noch in die Nachtbar. Als er an der Rezeption noch eine Flasche Wein für die Nacht kaufen will, stehen bereits zwei Kriminalisten neben ihm, die ihn bitten, sofort mitzukommen. Während des Verhörs besteht er immer noch darauf, Joop van der Dalen zu sein und umgehend mit seiner Botschaft sprechen zu wollen.

### Rechtliche Bewertung
Nun folgen die abschließenden Bemerkungen des Staatsanwalts bei der Generalstaatsanwaltschaft der DDR Dr. Peter Przybylski, der auch schon die einführenden Worte gesprochen hatte. Hier erklärt er, dass es bei Herrn Maier nach seiner Haftentlassung viele verpasste Möglichkeiten bei der Wiedereingliederung in die Gesellschaft gab, was dessen Rückfall in die Kriminalität erleichterte. Es fehlten ihm aber auch Reue und Schuldbewusstsein, was mit zu den erneuten Verfehlungen führte. Der jetzt durch den Scheckbetrug entstandene Schaden beträgt fast 15.000 Mark. Eine weitere Summe in Höhe von fast 3.000 Mark entstand durch Diebstahl und betrügerische Geldanleihen. Da Klaus-Peter Maier bereits mehrfach vorbestraft war, bedeutet das für das neue Strafmaß eine Verschärfung, da aus den vergangenen Verurteilungen keine Lehren gezogen hat. Das Gericht verurteilte den Angeklagten wegen verbrecherischen Betrugs zum Nachteil sozialistischen Eigentums, sowie wegen Diebstahls und Betrugs zum Nachteil persönlichen Eigentums in Tateinheit mit Beeinträchtigung der öffentlichen Ordnung und Sicherheit, durch asoziales Verhalten und wegen Verletzung staatlicher Kontrollmaßnahmen zu einer Freiheitsstrafe von vier Jahren und sechs Monaten. Zudem wurde der Angeklagte zum Ersatz des angerichteten Schadens verurteilt.

## Produktion und Veröffentlichung
Ich bin Joop van der Dalen entstand 1982 beim Fernsehen der DDR auf ORWO-Color und wurde am 21. Dezember im 1. Programm des Fernsehens der DDR ausgestrahlt.
Das Szenarium schrieb Günter Karl, frei nach einem Gerichtsfall. Dramaturgin war Käthe Riemann, den Kommentar verfasste und sprach Dr. Peter Przybylski. Das Szenenbild stammte von Christa Köppen. 